# 五道木站
五道木站是一个大郑线上的铁路车站，位于内蒙古自治区通辽市清河乡，建于1921年，目前为四等站，邮政编码为028008。目前客运：办理旅客乘降；行李、包裹托运；货运：办理整车货物发到。
1. ↑  铁道部电子计算技术中心, 铁道部运输局. . 北京: 中国铁道出版社. 1998: 129. ISBN 9787113030995.